# Alfons
Krater Alfons je drevni udarni krater na Mjesecu koji potječe negdje nakon razdoblja Nektarija. Nalazi se na Mjesečevim brdima na istočnom kraju Mora Oblaka (Mare Nubium), zapadno od Kišnog gorja, te se pomalo poklapa s kraterom Ptolemejem na sjeveru. Promjer Alfonsa je 119 km, a dubina 2,7 km. Na sjeverozapadu se nalazi manji krater Alpetragije.

## Vanjske poveznice
- Karta i fotografije Alphonsusa